# Aenictus annae
Aenictus annae é uma espécie de formiga do gênero Aenictus.